# 堀江 (浦安市)
堀江（ほりえ）は、千葉県浦安市の大字。現行行政地名は堀江一丁目から堀江六丁目。郵便番号は279-0041。

## 地理
埋立前からの旧町域である元町地区に属する。区域内にはフラワー通りが通っている。二丁目に東榮信用金庫浦安支店、四丁目に浦安市消防署堀江出張所、市川市農業協同組合浦安支店、五丁目に浦安堀江郵便局、市立南小学校、六丁目に浦安病院がある。東は東野、西は東京都江戸川区東葛西、南は富士見、北は猫実と接している。

### 地価
住宅地の地価は、2014年（平成26年）1月1日に公表された公示地価によれば、堀江1-14-23の地点で23万3000円/m2となっている。

## 歴史

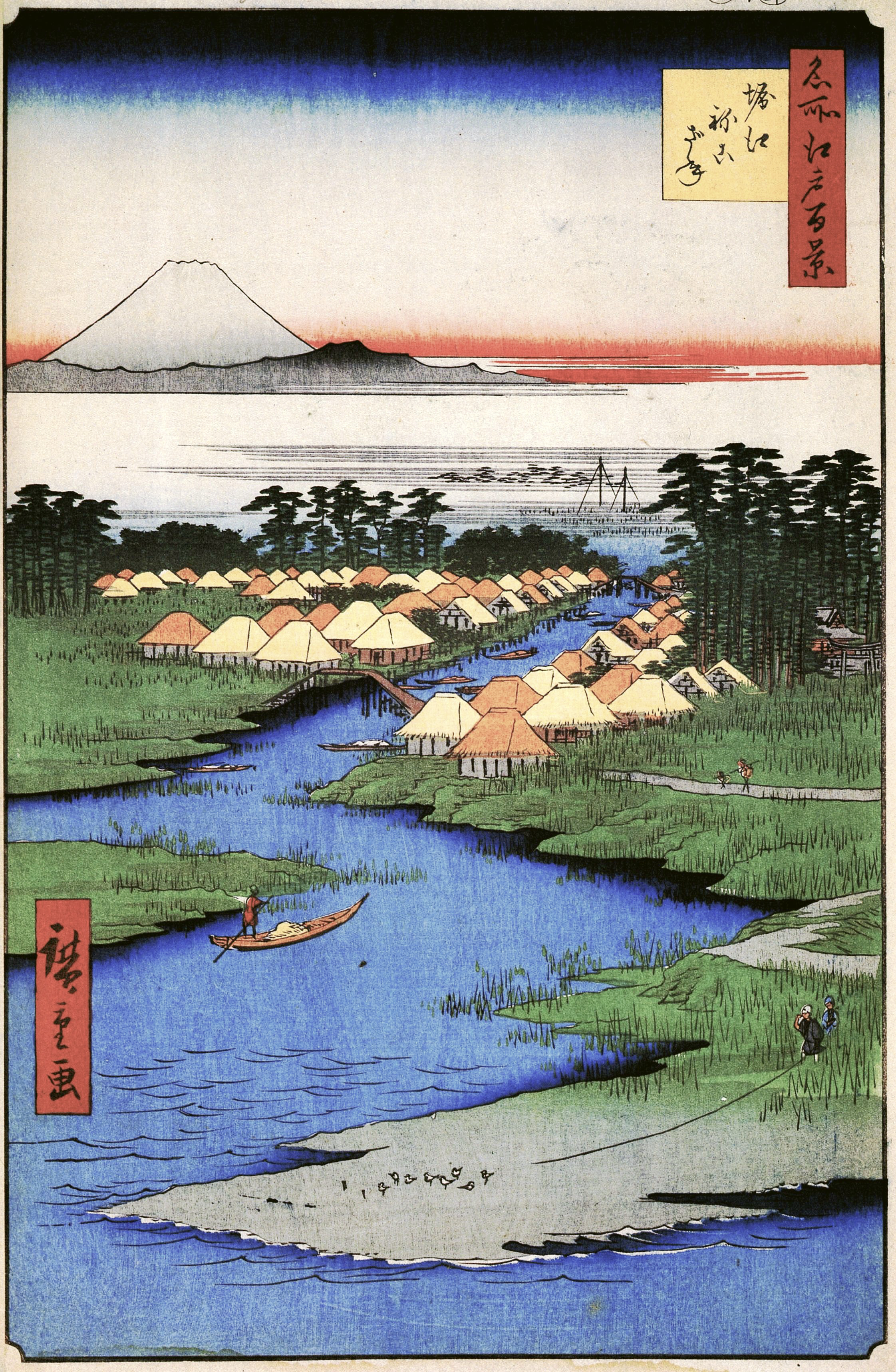
歌川広重 名所江戸百景「堀江ねこざね」境川を挟んで、右が猫実村、左が堀江村。

元は江戸川（旧江戸川）河口左岸の三角州、境川以南の先端部までを領域とし、さらに右岸側の中州も村内に組み込んで「堀江新田」として開発した。1895年（明治28年）に千葉県、東京府、埼玉県の3府県にまたがって江戸川を境界とすることが確定し、河口右岸の堀江新田は東京府の南葛飾郡葛西村に編入された（現江戸川区南葛西・堀江町）。1982年（昭和57年）に住居表示が実施され、北半部が堀江一丁目〜堀江六丁目、南半部が富士見一丁目〜富士見五丁目となった。区域内にはフラワー通りがあり、かつては浦安一の繁華街であった。

### 地名の由来
鎌倉時代に、地内に小さな港が作られていたことから「堀江」となったと言われている。

### 沿革
- 1869年（明治2年） 葛飾県の設置により、同県の管轄となる。
- 1871年（明治4年） 廃藩置県後の府県再編により印旛県葛飾郡堀江村となる。
- 1873年（明治6年） 県の統合により千葉県葛飾郡堀江村となる。
- 1878年（明治11年） 郡区町村編制法により葛飾郡が分割され、東葛飾郡堀江村となる。
- 1889年（明治22年） 東葛飾郡猫実村、当代島村と合併し、東葛飾郡浦安村大字堀江となる。
- 1895年（明治28年） 大字堀江のうち、江戸川右岸の区域（堀江新田）が東京府に編入され、南葛飾郡葛西村大字堀江となる。
- 1909年（明治42年）9月1日 町制施行。東葛飾郡浦安町大字堀江となる。
- 1981年（昭和56年）4月1日 市制施行。浦安市大字堀江となる。
- 1982年（昭和57年）10月1日 住居表示施行により、浦安市堀江一丁目～六丁目となる。

## 世帯数と人口
2017年（平成29年）10月31日現在の世帯数と人口は以下の通りである。
| 丁目       | 世帯数    | 人口     |
| ---------- | --------- | -------- |
| 堀江一丁目 | 1,702世帯 | 3,136人  |
| 堀江二丁目 | 1,255世帯 | 2,290人  |
| 堀江三丁目 | 1,182世帯 | 2,126人  |
| 堀江四丁目 | 1,919世帯 | 3,483人  |
| 堀江五丁目 | 1,180世帯 | 2,258人  |
| 堀江六丁目 | 1,226世帯 | 2,241人  |
| 計         | 8,464世帯 | 15,534人 |

## 小・中学校の学区
市立小・中学校に通う場合、学区は以下の通りとなる。
| 丁目       | 番地 | 小学校           | 中学校             |
| ---------- | ---- | ---------------- | ------------------ |
| 堀江一丁目 | 全域 | 浦安市立南小学校 | 浦安市立堀江中学校 |
| 堀江二丁目 | 全域 | 浦安市立南小学校 | 浦安市立堀江中学校 |
| 堀江三丁目 | 全域 | 浦安市立南小学校 | 浦安市立堀江中学校 |
| 堀江四丁目 | 全域 | 浦安市立南小学校 | 浦安市立堀江中学校 |
| 堀江五丁目 | 全域 | 浦安市立南小学校 | 浦安市立堀江中学校 |
| 堀江六丁目 | 全域 | 浦安市立南小学校 | 浦安市立堀江中学校 |

## 施設
- 浦安市消防署堀江出張所
- 浦安市立みなみ認定こども園
- 浦安市立堀江認定こども園
- 浦安市立南小学校
- 浦安堀江郵便局
- 東榮信用金庫浦安支店
- 市川市農業協同組合浦安支店
- 清瀧神社